# Sanah Mollo
Sanah Mollo (Villiers (África do Sul), 30 de janeiro de 1987) é uma futebolista profissional sul-africana que atua como meia.

## Carreira
Sanah Mollo fez parte do elenco da Seleção Sul-Africana de Futebol Feminino, nas Olimpíadas de 2012 e 2016. 